# Élections législatives de 1993 en Seine-et-Marne
Les élections législatives françaises de 1993 se déroulent les 21 et 28 mars 1993. Dans le département de Seine-et-Marne, neuf députés sont à élire dans le cadre de neuf circonscriptions.

## Élus
| Circonscription | Député sortant                            | Parti | Parti     | Député élu ou réélu | Parti | Parti     |
| --------------- | ----------------------------------------- | ----- | --------- | ------------------- | ----- | --------- |
| 1re             | Jean-Claude Mignon                        |       | RPR       | Jean-Claude Mignon  |       | RPR       |
| 2e              | Didier Julia                              |       | RPR       | Didier Julia        |       | RPR       |
| 3e              | Jean-Jacques Hyest                        |       | UDF (CDS) | Jean-Jacques Hyest  |       | UDF (CDS) |
| 4e              | Alain Peyrefitte                          |       | RPR       | Alain Peyrefitte    |       | RPR       |
| 5e              | Guy Drut                                  |       | RPR       | Guy Drut            |       | RPR       |
| 6e              | Robert Le Foll                            |       | PS        | Pierre Quillet      |       | RPR       |
| 7e              | Jean-Paul Planchou                        |       | PS        | Charles Cova        |       | RPR       |
| 8e              | Jean-Pierre Fourré                        |       | PS        | Gérard Jeffray      |       | UDF (PR)  |
| 9e              | Jacques Heuclin suppléant de Alain Vivien |       | PS        | Jean-Pierre Cognat  |       | RPR       |

## Positionnement des partis
Les candidats d'alliance RPR-UDF et divers droite se présentent sous la bannière de l'Union pour la France et ceux du Parti socialiste derrière l'Alliance des Français pour le Progrès. Par ailleurs, Les Verts et Génération écologie s'unissent sous l'étiquette Entente des écologistes.

## Résultats

### Résultats à l'échelle du département
| Parti          | Parti                                 | Premier tour | Premier tour | Second tour | Second tour | Sièges |
| Parti          | Parti                                 | Voix         | %            | Voix        | %           | Sièges |
| -------------- | ------------------------------------- | ------------ | ------------ | ----------- | ----------- | ------ |
|                | Rassemblement pour la République      | 136 297      | 31,94        | 156 072     | 47,86       | 7      |
|                | Union pour la démocratie française    | 42 490       | 9,94         | 49 554      | 15,19       | 2      |
|                | Divers droite                         | 4 073        | 0,95         |             |             | 0      |
|                | Union pour la France                  | 182 860      | 42,85        | 205 626     | 63,05       | 9      |
|                |                                       |              |              |             |             |        |
|                | Parti socialiste                      | 67 124       | 15,73        | 62 705      | 19,23       | 0      |
|                | Alliance des Français pour le progrès | 67 124       | 15,73        | 62 705      | 19,23       | 0      |
|                |                                       |              |              |             |             |        |
|                | Les Verts                             | 21 088       | 4,94         |             |             | 0      |
|                | Génération écologie                   | 18 442       | 4,32         | 0           |             |        |
|                | Entente des écologistes               | 39 530       | 9,26         |             |             | 0      |
|                |                                       |              |              |             |             |        |
|                | Front national                        | 71 111       | 16,67        | 57 800      | 17,72       | 0      |
|                | Parti communiste français             | 33 074       | 7,75         |             |             | 0      |
|                | Divers écologiste dont LT-LNÉ         | 13 638       | 3,20         | 0           |             |        |
|                | Extrême gauche dont LCR, LO et PT     | 10 938       | 2,56         | 0           |             |        |
|                | Extrême droite                        | 6 585        | 1,54         | 0           |             |        |
|                | Divers dont PLN                       | 1 196        | 0,28         | 0           |             |        |
|                | Mouvement des citoyens                | 651          | 0,15         | 0           |             |        |
|                |                                       |              |              |             |             |        |
| Inscrits       | Inscrits                              | 661 748      | 100,00       | 592 257     | 100,00      | 9      |
| Abstentions    | Abstentions                           | 215 682      | 32,59        | 214 034     | 36,14       |        |
| Votants        | Votants                               | 446 066      | 67,41        | 378 223     | 63,86       |        |
| Blancs et nuls | Blancs et nuls                        | 19 359       | 4,34         | 52 092      | 13,77       |        |
| Exprimés       | Exprimés                              | 426 707      | 95,66        | 326 131     | 86,23       |        |

### Résultats par circonscription

#### Première circonscription (Melun - Savigny-le-Temple)
| Candidat       | Candidat                         | Parti          | Premier tour | Premier tour | Second tour | Second tour |  |
| Candidat       | Candidat                         | Parti          | Voix         | %            | Voix        | %           |  |
| -------------- | -------------------------------- | -------------- | ------------ | ------------ | ----------- | ----------- |  |
|                | Jean-Claude Mignon sortant réélu | RPR (UPF)      | 22 147       | 44,03        | 29 872      | 63,87       |  |
|                | Jean-Louis Mouton                | PS (ADFP)      | 7 578        | 15,06        | 16 896      | 36,13       |  |
|                | Philippe David                   | FN             | 7 492        | 14,89        |             |             |  |
|                | Françoise Lefèbvre               | GÉ (EÉ)        | 5 542        | 11,02        |             |             |  |
|                | Perfecto Civit                   | PCF            | 2 887        | 5,74         |             |             |  |
|                | Sandrine Lapa                    | LT-LNÉ         | 1 578        | 3,14         |             |             |  |
|                | Moïse Menant                     | Extrême gauche | 1 331        | 2,65         |             |             |  |
|                | Daniel Lioubowny                 | LO             | 905          | 1,8          |             |             |  |
|                | Georges Lhemann                  | UDI            | 572          | 1,14         |             |             |  |
|                | Marie-Angèle Gerberon            | RDRP           | 272          | 0,54         |             |             |  |
|                | Catherine Delille                | Extrême gauche | 0            | 0            |             |             |  |
|                |                                  |                |              |              |             |             |  |
| Inscrits       | Inscrits                         | Inscrits       | 77 362       | 100,00       | 77 360      | 100,00      |  |
| Abstentions    | Abstentions                      | Abstentions    | 25 157       | 32,52        | 26 881      | 34,75       |  |
| Votants        | Votants                          | Votants        | 52 205       | 67,48        | 50 479      | 65,25       |  |
| Blancs et nuls | Blancs et nuls                   | Blancs et nuls | 1 901        | 3,64         | 3 711       | 7,35        |  |
| Exprimés       | Exprimés                         | Exprimés       | 50 304       | 96,36        | 46 768      | 92,65       |  |

#### Deuxième circonscription (Fontainebleau)
|                | Didier Julia sortant réélu | RPR (UPF)      | 24 104 | 51,68  |  |  |  |
|                | Gérard Louis               | FN             | 6 968  | 14,94  |  |  |  |
|                | François Deysson           | PS (ADFP)      | 5 629  | 12,07  |  |  |  |
|                | Philippe Mouche            | Les Verts (EÉ) | 4 186  | 8,98   |  |  |  |
|                | Liliane Ganille            | PCF            | 2 420  | 5,19   |  |  |  |
|                | Marie-Hélène Ernst         | LT-LNÉ         | 938    | 2,01   |  |  |  |
|                | Marie-Adélaïde Doublet     | LO             | 891    | 1,91   |  |  |  |
|                | Daniel Bezard              | RDRP           | 849    | 1,82   |  |  |  |
|                | Michel Legeron             | MDC            | 651    | 1,4    |  |  |  |
|                | Frédéric Speelmann         | LCR            | 1      | 0      |  |  |  |
|                |                            |                |        |        |  |  |  |
| Inscrits       | Inscrits                   | Inscrits       | 69 470 | 100,00 |  |  |  |
| Abstentions    | Abstentions                | Abstentions    | 20 995 | 30,22  |  |  |  |
| Votants        | Votants                    | Votants        | 48 475 | 69,78  |  |  |  |
| Blancs et nuls | Blancs et nuls             | Blancs et nuls | 1 838  | 3,79   |  |  |  |
| Exprimés       | Exprimés                   | Exprimés       | 46 637 | 96,21  |  |  |  |

#### Troisième circonscription (Melun - Montereau)
| Candidat       | Candidat                         | Parti          | Premier tour | Premier tour | Second tour | Second tour |  |
| Candidat       | Candidat                         | Parti          | Voix         | %            | Voix        | %           |  |
| -------------- | -------------------------------- | -------------- | ------------ | ------------ | ----------- | ----------- |  |
|                | Jean-Jacques Hyest sortant réélu | UDF (CDS)      | 17 938       | 41,07        | 24 258      | 69,71       |  |
|                | Jacques Prost                    | FN             | 7 712        | 17,66        | 10 541      | 30,29       |  |
|                | Dominique Vincent                | PS (ADFP)      | 5 484        | 12,56        |             |             |  |
|                | José Ruiz                        | PCF            | 4 218        | 9,66         |             |             |  |
|                | Agnès Cheslet-Monvoisin          | Les Verts (EÉ) | 4 174        | 9,56         |             |             |  |
|                | Roger Noirmain                   | LT-LNÉ         | 1 652        | 3,78         |             |             |  |
|                | Frédéric Castello                | LO             | 924          | 2,12         |             |             |  |
|                | Alain Aucouturie                 | PT             | 667          | 1,53         |             |             |  |
|                | Gilbert Quinquis                 | UDI            | 512          | 1,17         |             |             |  |
|                | Fathia Sahi                      | Divers         | 229          | 0,52         |             |             |  |
|                | Robert Domenech                  | RDRP           | 165          | 0,38         |             |             |  |
|                |                                  |                |              |              |             |             |  |
| Inscrits       | Inscrits                         | Inscrits       | 68 915       | 100,00       | 68 914      | 100,00      |  |
| Abstentions    | Abstentions                      | Abstentions    | 23 084       | 33,5         | 26 756      | 38,83       |  |
| Votants        | Votants                          | Votants        | 45 831       | 66,5         | 42 158      | 61,17       |  |
| Blancs et nuls | Blancs et nuls                   | Blancs et nuls | 2 156        | 4,7          | 7 359       | 17,46       |  |
| Exprimés       | Exprimés                         | Exprimés       | 43 675       | 95,3         | 34 799      | 82,54       |  |

#### Quatrième circonscription (Provins)
| Candidat       | Candidat                       | Parti          | Premier tour | Premier tour | Second tour | Second tour |  |
| Candidat       | Candidat                       | Parti          | Voix         | %            | Voix        | %           |  |
| -------------- | ------------------------------ | -------------- | ------------ | ------------ | ----------- | ----------- |  |
|                | Alain Peyrefitte sortant réélu | RPR (UPF)      | 21 996       | 46,82        | 25 609      | 67,68       |  |
|                | Jacques Gérard                 | FN             | 8 366        | 17,81        | 12 232      | 32,32       |  |
|                | Philippe Darriulat             | PS (ADFP)      | 6 752        | 14,37        |             |             |  |
|                | Simone Jérome                  | PCF            | 4 057        | 8,64         |             |             |  |
|                | Joël Savry                     | Les Verts (EÉ) | 3 776        | 8,04         |             |             |  |
|                | Jean Amato                     | LT-LNÉ         | 2 031        | 4,32         |             |             |  |
|                | François Coustal               | LCR            | 0            | 0            |             |             |  |
|                |                                |                |              |              |             |             |  |
| Inscrits       | Inscrits                       | Inscrits       | 70 935       | 100,00       | 70 931      | 100,00      |  |
| Abstentions    | Abstentions                    | Abstentions    | 21 561       | 30,4         | 25 419      | 35,84       |  |
| Votants        | Votants                        | Votants        | 49 374       | 69,6         | 45 512      | 64,16       |  |
| Blancs et nuls | Blancs et nuls                 | Blancs et nuls | 2 396        | 4,85         | 7 671       | 16,85       |  |
| Exprimés       | Exprimés                       | Exprimés       | 46 978       | 95,15        | 37 841      | 83,15       |  |

#### Cinquième circonscription (Meaux - Coulommiers)
| Candidat       | Candidat               | Parti          | Premier tour | Premier tour | Second tour | Second tour |  |
| Candidat       | Candidat               | Parti          | Voix         | %            | Voix        | %           |  |
| -------------- | ---------------------- | -------------- | ------------ | ------------ | ----------- | ----------- |  |
|                | Guy Drut sortant réélu | RPR (UPF)      | 21 403       | 45,76        | 26 432      | 70,21       |  |
|                | Jacques Jaggi          | FN             | 7 811        | 16,7         | 11 213      | 29,79       |  |
|                | Frédéric Chefd'hotel   | PS (ADFP)      | 5 825        | 12,46        |             |             |  |
|                | Jean-Jacques Jego      | PCF            | 3 715        | 7,94         |             |             |  |
|                | Claude Munnier         | Les Verts (EÉ) | 3 441        | 7,36         |             |             |  |
|                | Jean-Paul Guyot        | LT-LNÉ         | 1 326        | 2,84         |             |             |  |
|                | Patrice André          | LO             | 908          | 1,94         |             |             |  |
|                | Bronislawa Kierzkowski | RDRP           | 858          | 1,83         |             |             |  |
|                | Laurent Tribouillard   | PT             | 795          | 1,7          |             |             |  |
|                | Alain Quirot           | UDI            | 684          | 1,46         |             |             |  |
|                | Gérard Le Grall        | LCR            | 2            | 0            |             |             |  |
|                |                        |                |              |              |             |             |  |
| Inscrits       | Inscrits               | Inscrits       | 71 672       | 100,00       | 71 667      | 100,00      |  |
| Abstentions    | Abstentions            | Abstentions    | 22 759       | 31,75        | 26 060      | 36,36       |  |
| Votants        | Votants                | Votants        | 48 913       | 68,25        | 45 607      | 63,64       |  |
| Blancs et nuls | Blancs et nuls         | Blancs et nuls | 2 145        | 4,39         | 7 962       | 17,46       |  |
| Exprimés       | Exprimés               | Exprimés       | 46 768       | 95,61        | 37 645      | 82,54       |  |

#### Sixième circonscription (Meaux - Mitry-Mory)
| Candidat       | Candidat            | Parti          | Premier tour | Premier tour | Second tour | Second tour |  |
| Candidat       | Candidat            | Parti          | Voix         | %            | Voix        | %           |  |
| -------------- | ------------------- | -------------- | ------------ | ------------ | ----------- | ----------- |  |
|                | Pierre Quillet élu  | RPR            | 12 249       | 27,92        | 21 810      | 64,27       |  |
|                | Jean-François Jalkh | FN             | 8 234        | 18,77        | 12 124      | 35,73       |  |
|                | Jean Lion           | PS (ADFP)      | 6 829        | 15,57        |             |             |  |
|                | Jean-Pierre Bontoux | PCF            | 4 580        | 10,44        |             |             |  |
|                | Pierre Meutey       | UDF (PR)       | 4 329        | 9,87         |             |             |  |
|                | Lucien Chabason     | GÉ (EÉ)        | 3 086        | 7,03         |             |             |  |
|                | Jocelyne Michel     | RDRP           | 1 390        | 3,17         |             |             |  |
|                | Gérard Alvarado     | LT-LNÉ         | 1 150        | 2,62         |             |             |  |
|                | Georges Millot      | LO             | 916          | 2,09         |             |             |  |
|                | Agnès Leroulier     | UÉD            | 588          | 1,34         |             |             |  |
|                | Michel Naudin       | UDI            | 521          | 1,19         |             |             |  |
|                |                     |                |              |              |             |             |  |
| Inscrits       | Inscrits            | Inscrits       | 68 355       | 100,00       | 68 352      | 100,00      |  |
| Abstentions    | Abstentions         | Abstentions    | 22 467       | 32,87        | 26 368      | 38,58       |  |
| Votants        | Votants             | Votants        | 45 888       | 67,13        | 41 984      | 61,42       |  |
| Blancs et nuls | Blancs et nuls      | Blancs et nuls | 2 016        | 4,39         | 8 050       | 19,17       |  |
| Exprimés       | Exprimés            | Exprimés       | 43 872       | 95,61        | 33 934      | 80,83       |  |

#### Septième circonscription (Chelles)
| Candidat       | Candidat                   | Parti          | Premier tour | Premier tour | Second tour | Second tour |  |
| Candidat       | Candidat                   | Parti          | Voix         | %            | Voix        | %           |  |
| -------------- | -------------------------- | -------------- | ------------ | ------------ | ----------- | ----------- |  |
|                | Charles Cova élu           | RPR (UPF)      | 18 137       | 37,79        | 25 004      | 68,14       |  |
|                | Pierre-Jean Prillard       | FN             | 8 480        | 17,67        | 11 690      | 31,86       |  |
|                | Jean-Paul Planchou sortant | PS (ADFP)      | 8 462        | 17,63        |             |             |  |
|                | Daniel De Beckers          | GÉ (EÉ)        | 4 090        | 8,52         |             |             |  |
|                | Serge Goutmann             | PCF            | 3 961        | 8,25         |             |             |  |
|                | Pascal Billard             | RDRP           | 1 321        | 2,75         |             |             |  |
|                | Christine Piboux           | LT-LNÉ         | 1 104        | 2,3          |             |             |  |
|                | Jacques Beunèche           | LO             | 878          | 1,83         |             |             |  |
|                | Yves Simon                 | UDI            | 739          | 1,54         |             |             |  |
|                | Hervé Saoud                | UÉD            | 334          | 0,7          |             |             |  |
|                | Alain Roussel              | Divers droite  | 296          | 0,62         |             |             |  |
|                | Thierry Têtevuide          | AP             | 197          | 0,41         |             |             |  |
|                |                            |                |              |              |             |             |  |
| Inscrits       | Inscrits                   | Inscrits       | 75 977       | 100,00       | 75 977      | 100,00      |  |
| Abstentions    | Abstentions                | Abstentions    | 26 042       | 34,28        | 30 084      | 39,6        |  |
| Votants        | Votants                    | Votants        | 49 935       | 65,72        | 45 893      | 60,4        |  |
| Blancs et nuls | Blancs et nuls             | Blancs et nuls | 1 936        | 3,88         | 9 199       | 20,04       |  |
| Exprimés       | Exprimés                   | Exprimés       | 47 999       | 96,12        | 36 694      | 79,96       |  |

#### Huitième circonscription (Torcy)
| Candidat       | Candidat                   | Parti          | Premier tour | Premier tour | Second tour | Second tour |  |
| Candidat       | Candidat                   | Parti          | Voix         | %            | Voix        | %           |  |
| -------------- | -------------------------- | -------------- | ------------ | ------------ | ----------- | ----------- |  |
|                | Gérard Jeffray élu         | UDF (PR)       | 12 153       | 25,34        | 25 296      | 52,89       |  |
|                | Jean-Pierre Fourré sortant | PS (ADFP)      | 9 777        | 20,39        | 22 530      | 47,11       |  |
|                | Yves Varenne               | FN             | 7 207        | 15,03        |             |             |  |
|                | Alain Rist                 | Les Verts (EÉ) | 5 511        | 11,49        |             |             |  |
|                | Gérard Burlet              | RPR            | 4 851        | 10,12        |             |             |  |
|                | Daniel Brunel              | PCF            | 3 695        | 7,71         |             |             |  |
|                | Marielle Mares             | RDRP           | 1 141        | 2,38         |             |             |  |
|                | Yvon Le Bourhis            | LT-LNÉ         | 1 069        | 2,23         |             |             |  |
|                | Christiane Duprey          | LO             | 786          | 1,64         |             |             |  |
|                | Daniel Bonato              | Divers         | 484          | 1,01         |             |             |  |
|                | Éric Sorokine              | PT             | 391          | 0,82         |             |             |  |
|                | Edgar Lahournère           | UDI            | 368          | 0,77         |             |             |  |
|                | Liliane Tarost             | PT             | 367          | 0,77         |             |             |  |
|                | Jean-Marc Serougne         | PLN            | 152          | 0,32         |             |             |  |
|                |                            |                |              |              |             |             |  |
| Inscrits       | Inscrits                   | Inscrits       | 77 169       | 100,00       | 77 169      | 100,00      |  |
| Abstentions    | Abstentions                | Abstentions    | 26 993       | 34,98        | 26 079      | 33,79       |  |
| Votants        | Votants                    | Votants        | 50 176       | 65,02        | 51 090      | 66,21       |  |
| Blancs et nuls | Blancs et nuls             | Blancs et nuls | 2 224        | 4,43         | 3 264       | 6,39        |  |
| Exprimés       | Exprimés                   | Exprimés       | 47 952       | 95,57        | 47 826      | 93,61       |  |

#### Neuvième circonscription (Pontault-Combault)
| Candidat       | Candidat                 | Parti          | Premier tour | Premier tour | Second tour | Second tour |  |
| Candidat       | Candidat                 | Parti          | Voix         | %            | Voix        | %           |  |
| -------------- | ------------------------ | -------------- | ------------ | ------------ | ----------- | ----------- |  |
|                | Jean-Pierre Cognat élu   | RPR            | 11 410       | 21,72        | 27 345      | 54,02       |  |
|                | Jacques Heuclin          | PS (ADFP)      | 10 788       | 20,54        | 23 279      | 45,98       |  |
|                | Jean-Christophe Collette | FN             | 8 841        | 16,83        |             |             |  |
|                | Maurice Mollard          | UDF (CDS)      | 8 070        | 15,36        |             |             |  |
|                | Jean Calvet              | GÉ (EÉ)        | 5 724        | 10,9         |             |             |  |
|                | Thierry Sovy             | PCF            | 3 541        | 6,74         |             |             |  |
|                | Claudine Moschetti       | LT-LNÉ         | 1 868        | 3,56         |             |             |  |
|                | Guy Mouney               | LO             | 1 176        | 2,24         |             |             |  |
|                | Marie Raye               | RDRP           | 392          | 0,75         |             |             |  |
|                | Thi To Nga Hassen        | UDI            | 381          | 0,73         |             |             |  |
|                | Jean-Marc Ebel           | PLN            | 281          | 0,54         |             |             |  |
|                | Lucien Daste             | Divers         | 50           | 0,1          |             |             |  |
|                | Bernard Chapnik          | LO             | 0            | 0            |             |             |  |
|                |                          |                |              |              |             |             |  |
| Inscrits       | Inscrits                 | Inscrits       | 81 893       | 100,00       | 81 887      | 100,00      |  |
| Abstentions    | Abstentions              | Abstentions    | 26 624       | 32,51        | 26 387      | 32,22       |  |
| Votants        | Votants                  | Votants        | 55 269       | 67,49        | 55 500      | 67,78       |  |
| Blancs et nuls | Blancs et nuls           | Blancs et nuls | 2 747        | 4,97         | 4 876       | 8,79        |  |
| Exprimés       | Exprimés                 | Exprimés       | 52 522       | 95,03        | 50 624      | 91,21       |  |